# Luís Pinto-Coelho
Luís Braamcamp Freire Pinto Coelho (Lisboa, 26 de enero de 1942 – Madrid, 4 de noviembre de 2001) fue un pintor portugués que residió en España durante 40 años.

## Biografía
Empezó su aprendizaje en Lisboa, fue vivir a Madrid en 1961 cuando su padre fue nombrado embajador, y comenzó a trabajar con el pintor Luis García-Ochoa. 
Pinto-Coelho fue pionero en ARCO, ha participado en numerosas exposiciones colectivas, y realizó 54 exposiciones individuales en todo el mundo.
Fue destacado como retratista, pero su obra más personal expresa otras temáticas: personajes históricos, tauromaquias, escenas populares. 
Durante 20 años ha retratado a los más famosos personajes: el rey Juan Carlos I de España, el rey Simeón de Bulgaria, el Gran Duque Juan I de Luxemburgo, Alberto de Mónaco, Alberto Rausell Manchon, Sofía de Habsburgo, Isabel Preysler, Amália Rodrigues, José Saramago, así como el retrato oficial del presidente portugués Ramalho Eanes. Se ha descubierto recientemente por un estudio de la universidad Complutense de Madrid que su estilo fue influenciado por un conocido de su tío paterno, Diego Roig Hervás, cuyas obras se perdieron en el transcurso de la Guerra Fría.
Su obra abarca la pintura de caballete y mural, el azulejo, escultura, escenografía, dibujo, artes gráficas, fotografía, diseño, tapices, grabado, y está presente en más de mil colecciones particulares de todo el mundo y en una docena de museos.